# Mahdi
Il Mahdi (in arabo المهدي‎?, al-Mahdi, lett.: «Il guidato [da Allah]») o Muhammad al Mahdi (in arabo محمد المهدي‎?, Muhammad al-Mahdi), è una figura fondamentale araba dell'escatologia islamica, che ripropone in altre vesti l'idea messianica tipica dell'ebraismo e del cristianesimo.
Secondo la fede islamica, il Mahdī apparirà nel mondo alla fine dei tempi, dopo che il Dajjāl (l'Anticristo che si dichiarerà Dio in terra) avrà attuato la sua opera devastatrice delle coscienze dei credenti.
Al Mahdī dunque è riservata l'azione antagonistica al Male, rappresentato dal Dajjāl, preannunciando la fine del mondo (il "Dì del Giudizio", yawm al-dīn, ossia "Il giorno della religione", che avrà luogo dopo la morte di Gesù) nel corso della quale Dio decreterà per i defunti, resuscitati di tutte le generazioni umane, per l'occasione, il destino di salvezza o di dannazione.
Secondo la tradizione dopo il Mahdī verrà Gesù (in arabo ʿĪsā) per uccidere l'Anticristo e sarà lui stesso re della terra per 40 anni. È per questo che nella Moschea degli Omayyadi di Damasco un minareto è chiamato "di ʿĪsā", visto che da esso si crede calerà in terra quello che per la cultura islamica è considerato un grandissimo profeta.
In ambito sciita duodecimano si attende il Ritorno del dodicesimo imam Muhammad al-Mahdī occultatosi nel 260 A.H..
Il nome del califfo al-Mahdi è Muhammad ibn 'Abd-Allah. Quest'ultimo non è un orfano come lo fu Muhammad che ricevette la rivelazione dal Corano.